# Alger Island
Alger Island ist eine unbewohnte Insel im australischen Northern Territory.
Die sieben Kilometer vom australischen Festland entfernt liegende Insel ist 7,7 Kilometer lang, 1,6 Kilometer breit und etwa 845,3 Hektar groß. In der Nähe liegen die Inseln Warnawi Island, Graham Island und Elcho Island.